# ネコニスズ
ネコニスズは、タイタン所属のお笑いコンビ。2012年2月結成。

## メンバー
舘野 忠臣（たての ただおみ、1983年2月9日 - ）（42歳）
ボケ・ネタ作り担当。
群馬県前橋市出身。身長174 cm、体重81 kg（野球家族時代は66 kg）。血液型はB型。
趣味は音楽・映画鑑賞。
群馬県立前橋東高等学校、大阪芸術大学芸術学部文芸学科卒業。
大阪芸術大学落語研究寄席の会出身で、ミルクボーイ・ななまがり・鈴木もぐら（空気階段）・植田紫帆（オダウエダ）の先輩にあたる。当時の高座名は「東家狂四楼」。
NSC大阪校26期出身扱い。かつては吉本興業に所属し、落研で出会ったエンジンコータローとコンビ「野球家族」を結成。2010年に上京してからマセキ芸能社の預かりとなるも、翌年8月に解散。
影響を受けた芸人は爆笑問題、おぎやはぎ。
2022年頃から髪を伸ばしている。
2023年投稿のプロ野球スピリッツA（スマートフォンアプリ）に関連したYouTube動画に「赤ちゃん」というユーザーネームで出演し、以後同アプリに関する動画を同名のアカウントで投稿している。
漫画家の松本直也は高校の同級生で、よく放課後に一緒に唐揚げを食べた間柄。高校時代には松本の描いた漫画を読んだこともある。

ヤマゲン（1987年1月26日 - ）（38歳）
ツッコミ担当。
大阪府大阪市平野区出身。身長173 cm、体重63 kg。血液型はA型。
本名は、山元 康輔（やまもと こうすけ）。6年後輩の福本ユウショウ（ジョックロック）は大阪府立東住吉高等学校の同級生（ヤマゲンは芸能文化科11期卒、福本は普通科49期卒）。高校を入学し直したため、本来は学年が異なるも同級生となった。
NSC大阪校29期出身。かつては吉本興業に所属し、同期の畠山達也とコンビ「ガスマスクガール」として活動。2011年7月27日に解散を発表し、同年8月16日開催の単独ライブを以て解散。
特技はモノマネ、趣味はフリースタイルラップ。芸人が集う大会やフリースタイルティーチャー10th season 芸人ラッパーニューカマートーナメントで優勝経験がある。
影響を受けた芸人はダウンタウン、FUJIWARA。
実弟に俳優の山元駿、映画監督の山元環がおり3人でクリエイターチーム『双ノ子''』を結成。映画、映像、アニメ、グラフィック、イラストなどを制作している。
既婚。

## エピソード
- コンビ名は「猫の首に鈴を付ける」というイソップ物語に由来する。
- 共に前コンビ時代から毎日遊ぶ友達のような関係で、上京後も毎日のように電話をするなど関係は続いていた。そんな中、お互いのコンビが解散したタイミングでコンビを結成[19]。

## 芸風
漫才とコント両方を演じ、結成当初はコント中心だったが、当時はウケないことが多く、M-1グランプリが再開した2015年頃から漫才も始め、現在は専ら漫才を行う。ネタ作りは舘野が「このボケをやりたい」という案を持ち込み、そこから立って喋りながら修正していくという方法をとっている。一時期は舘野が有名な曲をただ歌い、ヤマゲンがツッコミを入れるというスタイルの漫才をやっていた。最近では舘野の扮する赤ちゃんキャラにヤマゲンがツッコむ漫才をメインとしている。これは、舘野が前述のプロ野球スピリッツA関連のYouTube動画で、自分のことを知らないような他の視聴者が笑ってくれたことで、「これは何かあるかも知れない」と、このネタに力を入れるようになったと話している。

## 賞レースでの戦績

### M-1グランプリ
| 年度（回）       | 結果         | No.  | 会場                         | 日時     | 備考 |
| ---------------- | ------------ | ---- | ---------------------------- | -------- | ---- |
| 2015年（第11回） | 1回戦敗退    | 417  | [東京]新宿シアターモリエール | 8月27日  |      |
| 2016年（第12回） | 1回戦敗退    | 1929 | [東京]新宿シアターモリエール | 9月3日   |      |
| 2017年（第13回） | 2回戦進出    | 2377 | [東京]雷5656会館ときわホール | 10月6日  |      |
| 2018年（第14回） | 2回戦進出    | 512  | [東京]雷5656会館ときわホール | 10月2日  |      |
| 2019年（第15回） | 3回戦進出    | 2040 | [東京]ルミネtheよしもと      | 11月9日  |      |
| 2020年（第16回） | 2回戦進出    | 2136 | [東京]ルミネtheよしもと      | 11月3日  |      |
| 2021年（第17回） | 3回戦進出    | 2692 | [東京]よしもと有楽町シアター | 11月2日  |      |
| 2022年（第18回） | 2回戦進出    | 2863 | [東京]雷5656会館ときわホール | 10月17日 |      |
| 2023年（第19回） | 3回戦進出    | 4916 | [東京]KANDA SQUARE HALL      | 11月6日  |      |
| 2024年（第20回） | 準々決勝進出 | 5293 | [東京]ルミネtheよしもと      | 11月21日 |      |

### キングオブコント
- 2012年 準々決勝進出
- 2014年 1回戦敗退
- 2015年 1回戦敗退
- 2016年 1回戦敗退
- 2018年 2回戦進出
- 2022年 準々決勝進出[21]

### その他
- 2024年 ツギクル芸人グランプリ 決勝進出
- 2025年 おもしろ荘 優勝

## 出演

### テレビ
- とんねるずのみなさんのおかげでした『博士と助手〜細かすぎて伝わらないモノマネ選手権〜』（フジテレビ、2014年7月10日〈第20回「未公開版」〉）（ヤマゲンのみ）
- オモクリ監督 〜O-Creator's TV show〜（フジテレビ、2015年2月1日）中野聡子（日本エレキテル連合）の監督作品「テスト」に出演。
- ネクストブレイク（日本テレビ、2015年4月13日）「落札カタヤブリ」（ヤマゲンのみ）
- 有田ジェネレーション（TBS、2016年6月6日・6月13日）
- 明石家地下王国（TBS、2017年7月12日）
- みんなの2020バンバンジャパーン!（Eテレ、2018年4月28日）（ヤマゲンのみ）
- じゃじゃじゃじゃ～ン!もうすぐお正月SP（フジテレビ、2019年12月31日）
- 家事ヤロウ!!!（テレビ朝日、2020年1月22日）（ヤマゲンのみ）
- ネタパレ（フジテレビ、2020年3月6日）
- そろそろ にちようチャップリン（テレビ東京、2021年10月9日）
- フリースタイルティーチャー（テレビ朝日、2022年5月4日 - 7月12日）（ヤマゲンのみ）
- オンエア決めろ!ー笑武ー（BSJapanext、2022年7月26日）
- ランジャタイのがんばれ地上波！（テレビ朝日、不定期出演）
- ランジャタイpresents ブチギレ-1グランプリ（テレビ朝日、2023年12月26日）（ヤマゲンのみ）
- ジョンソン（TBS、2024年9月28日）

### インターネット
- ネコニスズのウソはゆるさニャいっ☆（不定期更新）
- ネコニスズ×四星球 "COMICBAND〜アホの最先端〜"（2013年8月4日）
- タイタンチャンネル「すくすくU40」（2014年7月14日 - 12月29日）
- タイタンチャンネル - YouTubeチャンネル「すくすくU40 51560」（毎週月曜日午後8時頃更新、出演は不定期）
- タイタンチャンネル 「necodrive」（隔週火曜日更新）
- タイタンチャンネル 「せんぱいぴゅーぴゅー」
- 日本エレキテル連合の感電パラレル - 感電パラレルに大物ゲスト！？など。
- ウエストランドのぶちラジ！&ぐちラジ！ - YouTubeチャンネル ネコニスズ・舘野さんの持ちギャグ「今でしょ！」 - ウエストランド・井口のぐちラジ！ #0207など。（舘野のみ）
- ロングロングのサタデーサタデー - YouTubeチャンネル - ロングロングのサタデーサタデー 2015年11月14日（ヤマゲンのみ）
- AbemaTV お願い!ランキング（AbemaTV、2017年2月22日・3月1日・3月29日）
- LOOP CHILD／しばまりの『こんな私に恋していいよ』（SHOWROOM、2017年4月16日）
- ロングロングの笑１０ - YouTubeチャンネル[22]（ヤマゲンのみ）
- シモネタGP（AbemaTV、2018年11月19日）
- ねえねえあのさ（GERA放送局、2021年5月11日 - 6月29日）

### ラジオ
- 火曜JUNK爆笑問題カーボーイ（TBSラジオ、2014年10月7日、2024年12月31日）
- 県央ラジオ842（FMカオン、2015年1月28日）
- Saturday Night Laugh（TBSラジオ、2015年4月19日）
- サンドウィッチマンの天使のつくり笑い（NHKラジオ第1、2016年1月26日）
- マイナビ Laughter Night（TBSラジオ、2016年5月7日、2017年8月4日、2018年1月19日・3月2日、2019年8月30日・12月27日、2020年3月20日、2021年8月13日）
- monaka（FM NACK5、2016年8月2日 - 2019年3月12日）月一回、「トクする!イオンの火曜市」のレポーターを担当。
- おとなたちの音楽（K-mix、2017年6月11日）
- 爆笑問題のUSEN-MAN（SMART USEN、不定期出演）
- COUNTDOWN SPECIAL NACK５グランプリ2018-2019（FM NACK5、2018年12月31日）
- EWYEAR SPECIAL NACK5 Go! Future!（FM NACK5、2019年1月1日）
- God Bless Saturday（FMヨコハマ、2019年1月19日）
- Smile SUMMIT（FM NACK5、2019年4月2日 - 2019年7月30日）月一回、「トクする! イオンの火曜市」のレポーターを前番組のmonakaから継続して担当。
- ナイツ ザ・ラジオショー(ニッポン放送、2024年7月11日)

### ライブ
- タイタンライブU40（不定期開催）
- タイタンライブ・レア（不定期開催）
- タイタンシネマライブ（偶数月開催、出演は不定期）
- ロボと西とメンヘラ[23]（2015年12月30日、阿佐ヶ谷アートスペースプロット）ミヤシタガクとの合同ライブ
- ロボと西とメンヘラの2回目（2016年6月23日、阿佐ヶ谷アートスペースプロット）
- ミヤシタ鈴（2018年9月26日〜2019年7月5日、新宿Fu+803、高円寺パンディット）ミヤシタガクとのトークライブ

### ミュージックビデオ
- HEY!HEY!HEY!に出たかった / 四星球（2013年8月7日発売、アルバム「COMICBAND〜アホの最先端〜」に収録）
- なんにもない / SLOTH（2019年11月8日発売、シングル「なんにもない」に収録）（舘野のみ）
- Impossible love[24]/ラブリーツインズ（2021年7月2日公開、舘野のみ）

### Webドラマ
- 職場ギャンブラー（2025年4月30日配信、UniReel） - 黒沢浩平 役（ヤマゲン）[25]